# Nibugar mniejszy
Nibugar mniejszy (Berytinus minor) – gatunek pluskwiaków z podrzędu różnoskrzydłych i rodziny smukleńcowatych.

## Taksonomia
Gatunek ten opisany został po raz pierwszy w 1835 roku przez Gottlieba A.W. Herricha-Schäffera pod nazwą Berytus minor. Dzieli się go na dwa podgatunki:
- Berytinus minor hybridus (Horvath, 1891)
- Berytinus minor minor (Herrich-Schaeffer, 1835)

## Morfologia
Pluskwiak o silnie wydłużonym, żółtawobrązowo ubarwionym ciele długości od 4 do 7 mm. Głowa ma pomiędzy oczami złożonymi delikatnie owłosione i jednakowo jak reszta jej powierzchni ubarwione podłużne żeberka. Na czole umieszczony jest stosunkowo duży wyrostek zaokrąglonego kształtu. Czułki pozbawione są długiego, odstającego owłosienia, nabrzmiałości na wierzchołku pierwszego członu mają przyciemnione, wyraźnie ciemniejsze od pozostałej jego części, zaś wierzchołek członu trzeciego i człon ostatni mają czarnego koloru. Półpokrywy charakteryzują się białwą zakrywką z szarobrązowymi smugami między żyłkami. Odnóża pozbawione są długiego, odstającego owłosienia, nabrzmiałości w odsiebnych częściach ud mają przyciemnione, wyraźnie ciemniejsze od ich pozostałej części, zaś szczytowe człony ich stóp są brązowego koloru.

## Ekologia i występowanie
Owad ten zasiedla pobrzeża lasów, polany, łąki, ogrody i murawy. Żeruje na roślinach z rodziny bobowatych, przede wszystkim na rodzaju koniczyna.
Gatunek o naturalnym rozsiedleniu eurosyberyjskim. W Europie wykazany został z Portugalii, Hiszpanii, Irlandii, Wielkiej Brytanii, Francji, Luksemburga, Belgii, Holandii, Niemiec, Danii, Szwecji, Norwegii, Austrii, Włoch, Finlandii, Estonii, Łotwy, Litwy, Polski, Białorusi, Ukrainy, Czech, Słowacji, Węgier, Słowenii, Chorwacji, Bośni i Hercegowiny, Serbii, Czarnogóry, Albanii, Macedonii Północnej, Rumunii, Mołdawii, Bułgarii, Grecji oraz europejskich części Turcji i Rosji. W Azji występuje w Turcji, Gruzji, Azerbejdżanie i Kazachstanie. Ponadto zawleczony został do nearktycznej Ameryki Północnej, gdzie występuje już w Stanach Zjednoczonych i Kanadzie. W Polsce jest pospolity.